# Насыров, Убайдулла Насруллаевич
Насыров, Убайдулло Ибодуллаевич (узб. Nasyrov Ubaydullo Ibodullaevich; родился 18 февраля 1935, Самаркандская область, Узбекская ССР,СССР) — государственный деятель, профессор, ученый, доктор сельскохозяйственных наук.

## Биография
В 1957 году окончил Самаркандский сельскохозяйственный институт. C 1957 по 1960 — зоотехник-селекционер Ассоциации фермеров Заминского района. С 1960 по 1963 год — аспирант НИИ животноводства Узбекистана. C 1968 по 1969 год — Заведующий лаборатории НИИ животноводства Узбекистана. С 1984 по 1989 год — директор НИИ животноводства Узбекистана. С 1989 по 1998 год — Генеральный директор производственного объединения племэлита НИИ животноводства Узбекистана.
С 1998 по 1999 год — заведующий отделом «Технология производства и переработки мяса» производственного объединения племэлита НИИ животноводства Узбекистана. С 1999 по н.в — Профессор кафедры «Зоотехния» Ташкентского государственного аграрного университета.
Сочинения:
- Повышение мясной продуктивности местного неулучшенного скота Узбекистана путем скрещивания с заводскими породами : диссертация ... кандидата сельскохозяйственных наук : 06.00.00. - Ташкент, 1965. - 230 с. : ил.
- Методы увеличения производства говядины и создания мясного скотоводства в Узбекистане : диссертация ... доктора сельскохозяйственных наук : 06.02.04. - Ташкент, 1973. - 400 с. : ил.
- Производство говядины в зонах жаркого климата У. Насыров. - Ташкент : Узбекистан, 1985. - 160 с. : ил.; 20 см.
- Совершенствование технологии выращивания мясного скота в комплексах Узбекистана : Обзор / У. Н. Насыров. - Ташкент : УзНИИНТИ, 1983. - 46 с. : ил.; 20 см. - (Обзор. информ. / НИИ НТИ и техн.-экон. исслед. Госплана УзССР).
- Разведение мясного скота и интенсификация производства говядины / У. Н. Насыров, Ш. К. Камалов. - Нукус : Каракалпакстан, 1984. - 92 с.; 20 см.

## Награды
В 1971 получил орден «Знак Почёта». Заслуженный деятель науки Республики Узбекистан (1995).